# IBM Lotus Freelance Graphics
Lotus Freelance Graphics  es un programa para  graficar y presentar informaciones, desarrollado por Lotus Software (antes Lotus Development Corp.) Lotus Freelance Graphics es una parte de la Lotus SmartSuite office suite para  Microsoft Windows. 
Las versiones anteriores también fueron lanzadas para OS/2.
Permite que los usuarios creen texto, gráficas, imágenes digitales, diagramas, dibujos básicos, y cartas (tales como gráficos de barra y  circulares) en una demostración de diapositiva digital.